# Mbuko (langue)
Pour les articles homonymes, voir Mbuko.
Le mbuko est une langue tchadique biu-mandara parlée dans l'Extrême-Nord du Cameroun, le département du Diamaré, l'arrondissement de Meri, à l'est de Meri, dans le massif du Mbuko et dans la plaine voisine du Mayo-Raneo, par la population mbuko.
Le nombre de locuteurs était estimé à 15 000 en 2008.

## Écriture
| a | b  | ɓ  | c   | d  | ɗ | e | ə | f | g | gw | h | hw | i | j | k | kw | l  | m | mb |
| n | nd | ng | ngw | nj | o | œ | p | r | s | sl | t | u  | v | w | y | z  | zl | ʼ |    |